# Produit structuré financier
Un produit structuré est en finance un instrument financier émis par une banque ou une compagnie d’assurance. Cet instrument est une stratégie d'investissement financière qui permet de « miser » sur l’évolution positive d’un indice de référence, appelé « sous-jacent ». 

## Description
Un produit structuré correspond à une combinaison de plusieurs produits financiers ou instruments financiers comportant au moins un produit dérivé, destiné à un but bien identifié de couverture (hedge) ou de spéculation. 
C'est une « enveloppe » composée d'un sous-jacent, le plus souvent une obligation (permettant une protection du capital) conjuguée à une option (assurant une performance plus importante offerte notamment par les produits dérivés). Des swaps sont également fréquemment utilisés. Les produits structurés ne sont pas homogènes, il existe de nombreuses variétés de dérivés et d'actifs sous-jacents. 
Il existe des formes très variées de produits structurés. Il est difficile de mettre en avant une combinaison standard. On trouve ainsi des produits à formule, des « véhicules » qui utilisent la technique du « coussin » et certains produits s'appuyant sur des leviers financiers. Ils sont émis sous diverses formes juridiques comme les titres de dette (émission obligataire, EMTN, BMTN, certificat de dépôt, etc.), les certificats, les warrants, les turbos ou encore des parts de fonds.
Les produits structurés sont souvent fabriqués sur mesure pour répondre aux besoins spécifiques d'investisseurs qui recherchent autre chose que ce qui est proposé par les instruments financiers standards. Ils sont traités sur le marché de gré à gré (OTC).
Depuis les travaux de Leland et Rubinstein (1976), les stratégies de gestion d'assurance de portefeuille permettent aux investisseurs de bénéficier d'une structure de performance asymétrique de type optionnelle. Ces stratégies consistent à déterminer la part du portefeuille investie dans un actif risqué afin de garder une exposition constante au niveau de risque. Grâce à cette gestion dynamique de l’allocation du portefeuille entre l' actif sans risque et l'actif risqué, l'investisseur peut profiter d'une partie des hausses de marché tout en étant protégé contre des baisses significatives. Un contrat lui garantit de récupérer à maturité un capital plancher prédéterminé. Ces stratégies reposent sur la méthode dite du coussin.

## Caractéristiques d'un produit structuré
Un produit structuré est proposé avec des scénarios qui sont connus à l'avance en fonction des caractéristiques
- Le sous-jacent : il peut s'agir d'une action, d'un panier d'actions ou d'obligations.
- La durée de vie : les produits structurés ont une durée de vie, comprise généralement entre 2 et 10 ans.
- Le montant des coupons : en fonction des produits, la rémunération d'un produit structuré se fait avec des coupons qui sont distribués durant la vie du produit, ou à l'échéance.
- Les protections : en général, le capital et les coupons sont soumis à des conditions qui dépendent du sous-jacent. Dans une situation défavorable, les coupons peuvent ne pas être distribués et le capital peut ne pas être garanti.

Chaque produit structuré va être unique, ce sont des produits complexes, volontairement parfois malgré le souhait de l'AMF de limiter leur complexité.

## Types de produits structurés

### Exemples de produits financiers offerts aux entreprises et institutionnels
- Les produits structurés à capital garanti
  - Le CPPI (constant proportion portfolio insurance)[2], développé par Perold puis Black et Jones dans les années 1980
  - L'OBPI (option based portfolio insurance), développé par Leland et Rubinstein dans les années 1970
  - L'option sur CPPI, la dernière génération des produits à capital garanti
- Les produits structurés à capital non garanti
  - La reverse convertible offre des revenus réguliers pendant un certain nombre d'années avant de rembourser le montant investi
  - Le discount equity
  - Le leverage equity
  - Le turbo
  - Le range
- Les produits structurés à levier
  - Les produits à base d'option
    - L'option plain vanilla : warrant

  - Les produits delta one
    - Le prêt classique : certificat leveragé
    - Le prêt avec collatéral : prepaid forward (PPF)
- Les produits de rendement
- Les produits de participation : produits qui permettent de s'exposer aux variations d'un actif sans le détenir physiquement et de faire participer à l'ensemble de l’évolution des cours de cette valeur de base ou de cet indice de marché, exposant ainsi l’investisseur à l'intégralité des valeurs composant l'indice au moyen d'une seule opération

### Exemples de produits financiers proposés aux collectivités locales
- Les produits de protection de façon générale
- Les produits structurés à barrière[3] : crédits dont le taux est fixe et inférieur aux taux fixes classiques, tant que le taux de référence (l'Euribor) ne dépasse pas une barrière consistant en un taux déterminé[4]
- Les produits de change
- Les produits de pente : produits dont le taux est fonction d'une fourchette de variation entre les taux courts et les taux longs[4]
- Les produits de courbe : produits dont le taux est déterminé par l'écart entre deux indices exprimés dans des devises différentes et/ou sur des marchés distincts sans avoir nécessairement la même maturité[3]
- Les produits à effet de structure cumulatif[3] : produits présentant un effet cliquet dans la mesure où le taux payé à chaque échéance est déterminé sur la base d’une incrémentation cumulative par rapport au taux de la ou des échéances précédentes, qui servent ainsi de base pour la détermination des taux suivants, de telle  sorte que le taux supporté ne peut qu'augmenter voire se stabiliser[5]

### Exemples de produits financiers proposés aux particuliers
Les produits structurés sont devenus accessibles pour les particuliers, notamment via leurs contrats d'assurance vie, leur Plan Épargne Retraite ou un compte-titres.
- Les produits structurés à capital garanti : la somme qui est investie est remboursée en intégralité à l'échéance. Les rendements proposés seront de 5% (en 2024)
- Les fonds à capital protégé : Une partie de l'investissement est protégé, par exemple 90%. Si le sous-jacent du produit baisse, le produit n'est plus garanti.
- Les fonds « autocall » : Ces fonds peuvent être à capital garanti ou protégé et ils ont la particularité de pouvoir être remboursé avant l'échéance à une ou plusieurs dates anniversaires définies lors de la création du produit.

## Finalités et enjeux
Ils ont connu un phénoménal développement au cours des dix dernières années.
Selon l'AMF en 2020, les « performances annualisées brutes nominales des produits structurés sont très largement positives dans la plupart des cas (supérieures à 5 % pour plus de la moitié des produits) » mais seuls « 57 % des volumes commercialisés affichent une performance réelle positive ». La performance des produits structurés est très inférieures à la performance de leur sous-jacent selon l'AMF : « Il apparaît ainsi que 43 % des produits indexés sur les marchés actions (représentant un peu plus de la moitié des volumes commercialisés) surperformeraient un fonds répliquant le CAC 40. Cette part tombe à 21 % (30 % des volumes) lorsque les performances sont comparées à celles d’un fonds répliquant le CAC 40 dividendes réinvestis. » Et l'AMF de conclure dans la même étude : « ces produits apparaissent comme relativement peu performants, comparés à des investissements boursiers traditionnels (investissement en actions ou obligations) »